# Punto de presencia
Punto de presencia (PoP del inglés point of presence) es un lugar físico donde un proveedor de servicios tiene equipamiento, esto puede variar desde unos cuantos equipos, hasta pisos enteros de dispositivos. También se puede identificar como un punto de interconexión entre las instalaciones de comunicación suministradas por la empresa telefónica y la instalación de distribución principal del edificio.